# Тайваньская собака
Тайваньская собака (кит. 台灣犬), также такасаго (кит. 高砂犬), формозская собака, формозская горная собака (формозский зенненхунд), тайваньский канис — порода собак, аборигенная собака Тайваня. С давних времён была помощником на охоте, используется также для сторожевой и спасательной службы.

## История породы

### Происхождение
Тайваньская собака — древняя эндемичная порода Тайваня, происходящая от древнейших охотничьих собак Юго-Восточной Азии. Собаки появились на острове вместе с австронезийскими племенами, заселившими Тайвань около пяти тысяч лет назад и промышлявшими охотой и рыболовством. Изучение генотипов собак, живущих в азиатских странах, проведённое Японским университетом Гифу, Нагойским и Тайваньским университетами, подтвердило, что традиционные японские породы кисю, сикоку, хоккайдо, акита, сиба имеют общих предков с тайваньской собакой. В горных лесах Тайваня собаки размножились и одичали, подобно австралийским динго, сохранив при этом способность к обучению.

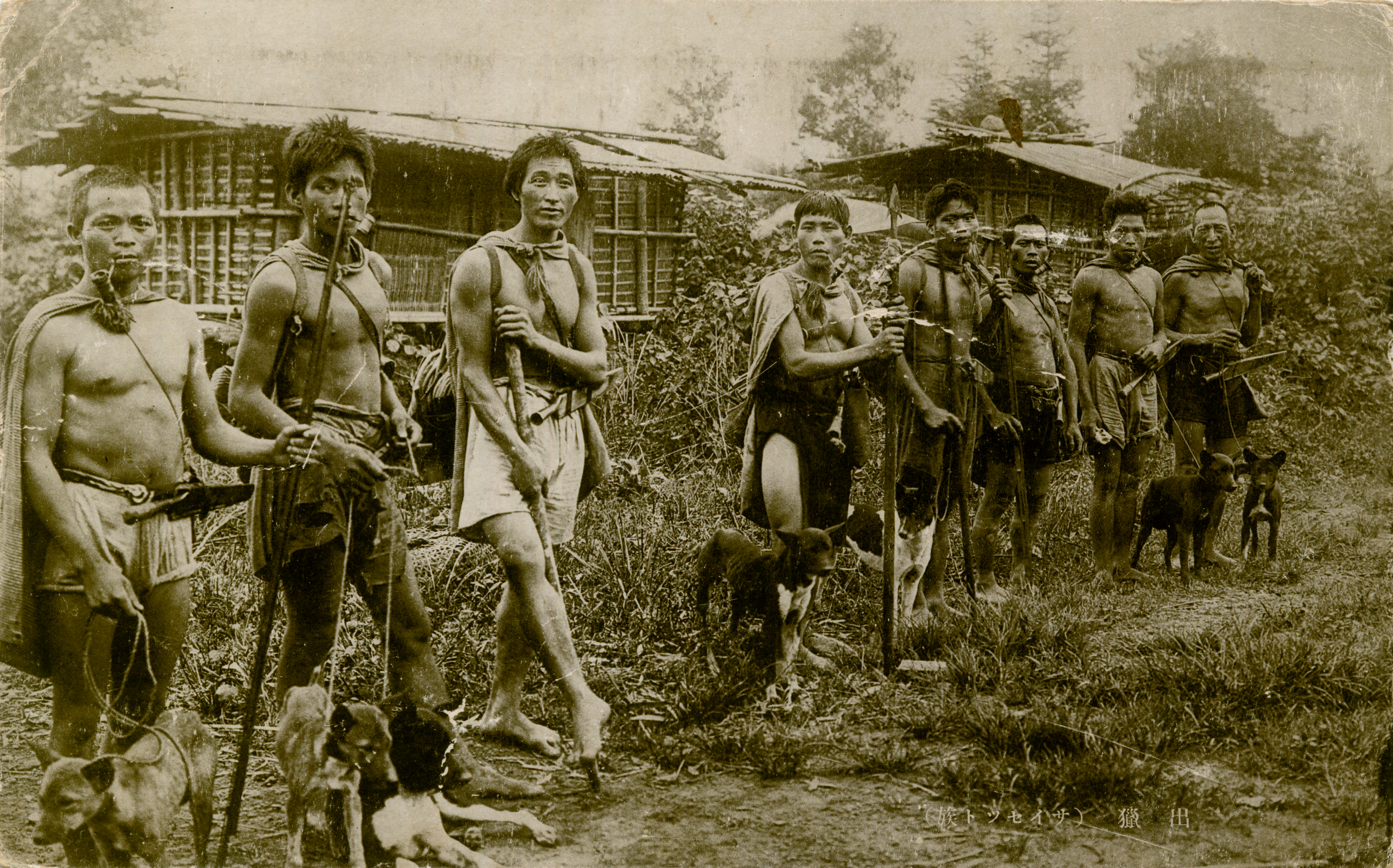
Представители племени сайсият с собаками. 1900 год.

Исследователь тайваньской собаки доктор Сун Юнъи (кит. трад. 宋永義, пиньинь Song Yong-yi) называет четыре катастрофических события в истории породы, приведшие её к почти полному исчезновению. В 1624 году Голландская Ост-Индская компания основала на Тайване представительство. Колонисты привезли охотничьих собак из Европы и скрещивали их с тайваньскими собаками, при этом аборигенам содержать собак запретили. Множество собак было убито. В период японской оккупации 1895—1945 годов по распоряжению японского правительства отдалённые горные поселения были перемещены ближе к административному центру, где тайваньские собаки скрещивались с японскими собаками. Межпородные скрещивания происходили и на восточном побережье, которое массово заселялось иммигрантами из Японии. Вторая мировая война принесла очередные потери. Японские войска создавали на побережье оборонительные сооружения и использовали для охраны военных собак, главным образом немецких овчарок. Их кровь бесконтрольно приливалась к потомству тайваньских собак. Местное население, сопротивляясь оккупации, натравливало своих формозских собак на овчарок. В ответ японцы отстреливали каждую встреченную местную собаку. Ближе всего к исчезновению тайваньскую собаку, по мнению Сун Юнъи, поставило переселение на Тайвань двух миллионов членов партии Гоминьдан в 1949 году. Китайцы употребляли местных собак в пищу. Кроме того, экономический рост в стране сопровождался импортом европейских и японских собак, чья кровь также была прилита к тайваньской собаке.
Во второй половине XX века бо́льшая часть формозских собак вела полудикое существование в лесах, изолированными стаями, добывая пропитание охотой. Чтобы выжить, собаки должны были быть умными и хитрыми. Для рождения щенков суки уходили в потаённые укрытия, откуда возвращались уже с подросшими щенками. Постоянные близкородственные спаривания привели к увеличению числа генетических отклонений и нестабильному темпераменту.

### Возрождение породы
Целенаправленная работа по возрождению породы начата в 1970-х годах специалистами Тайваньского университета. Учёные отобрали несколько экземпляров, соответствующих изображениям на старых рисунках и пригодных для селекционной работы: они посетили 29 отдалённых поселений, где нашли 160 собак, из которых 46 (25 кобелей и 21 сука) были признаны чистокровными. Генетические тесты подтвердили их родство с собаками Юга Японии. Определяющую роль в возрождении породы сыграл Чэнь Миннань (кит. трад. 陳明南, пиньинь Chen Ming-nan), создатель Центра по сохранению формозской горной собаки и питомника Сяоуфэн (кит. трад. 嘯五峰犬舍, пиньинь Xiao Wu Feng). В разных поселениях на Тайване Чэнь на протяжении 11 лет искал собак, соответствующих по породным признакам старинным изображениям и рассказам старых охотников. Родоначальниками возрождённой породы стали чёрная сука Black Spirit, тигровая сука Hunter и чёрный кобель Xiao Wu Feng, чья кличка дала название питомнику. Чэнь и его питомцы стали звёздами тайваньской прессы, одна из собак его разведения — сука Moon Howler, в отличие от других собак жившая в доме — якобы даже имела с заводчиком телепатическую связь и угадывала задуманные им числа. По утверждению энтузиастов породы, большинство свободно живущих на Тайване собак являются результатом неконтролируемых скрещиваний с импортированными собаками; помимо собак, происходящих из питомника Сяоуфэн, чистопородные особи крайне редки, а за пределами острова формозы почти не встречаются..
Тайваньская собака признана Азиатским кинологическим союзом (AKU) в 2001 году. В Международную кинологическую федерацию текст стандарта принят в 2004 году, тогда же порода была признана на предварительной основе. Постоянное признание в FCI и новый текст стандарта порода получила в 2015 году. В США, Великобритании и других странах, не входящих в FCI, тайваньская собака не признана, но Американский и Английский клубы собаководства признают собак с родословными Кеннел-клуба Тайваня (KCT, кит. трад. 社團法人台灣畜犬協會).
Название «тайваньская собака» употребляется в основном в Европе. В Азии используется традиционное название породы — формозская собака, которое произошло от португальского колониального названия острова Тайвань.

## Разновидности
Тайваньская собака существует в трёх ростовых разновидностях, из которых наиболее распространена средняя собака ростом 50 см в холке. Более мелкие собаки, ростом 30 и 40 см, Международной кинологической федерацией не признаны.

## Внешний вид

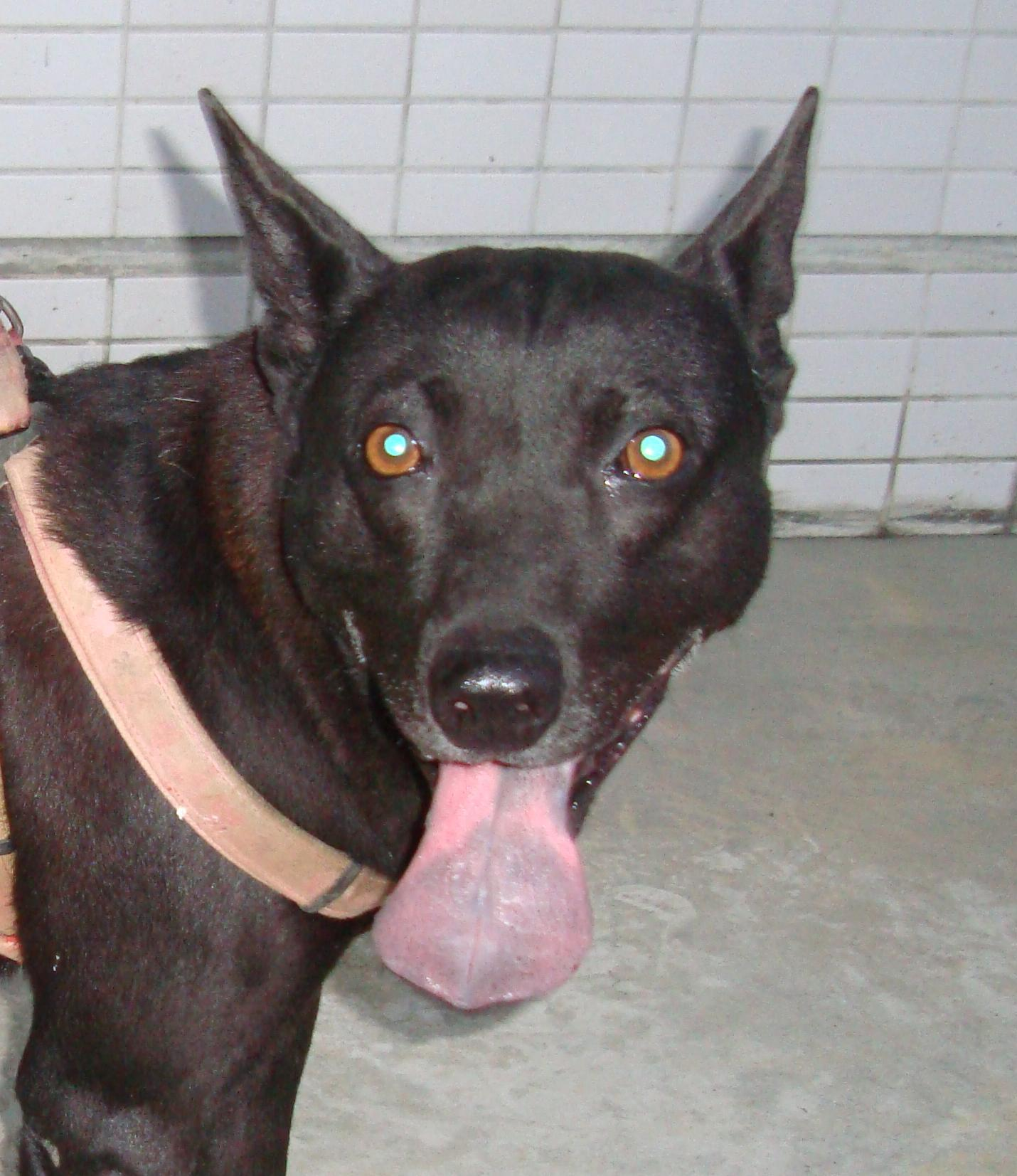

Формоз — собака среднего размера, квадратного формата, сухой конституции, жилистая, хорошо сбалансированная. Облик и анатомическое строение тайваньской собаки сходны с другими одичавшими собаками, встречающимися на разных континентах, и полностью соответствует её функции универсальной собаки.
Голова при взгляде спереди треугольная, череп широкий и округлый, морщины отсутствуют. Морда довольно длинная, слегка сужающаяся к носу, но не заострённая, переход ото лба к морде отчётливый, имеется лёгкая срединная борозда. Спинка носа прямая, мочка чёрная или тёмная. Челюсти сильные, щёки слегка выпуклые. У формозов часто встречается чёрный или пятнистый язык. Глаза миндалевидные, тёмно-коричневого цвета, жёлтые или светлые глаза не допускаются. Уши заострённые, тонкие, поставлены под углом 45°, похожи на уши летучей мыши. Шея довольно длинная, стройная, чуть изогнутая, без подвеса.
Корпус мускулистый, характерный для рабочей собаки. Холка хорошо выражена, спина крепкая, короткая, прямая. Круп широкий, короткий, может быть слегка закруглён. Грудь глубокая, почти достигает уровня локтя, с небольшим форбрустом. Живот хорошо подтянут. Саблевидный хвост посажен высоко, собака несёт его высоко вверх, кончик хвоста направлен вперёд. Конечности крепкие, сбалансированные, когти чёрные. Локти плотно прижаты к корпусу, пясти, плюсны и лапы очень крепкие. Собака движется мощно и размашисто, достаточно проворна, чтобы быстро развернуться на 180°.
Шерсть тайваньской собаки короткая, жёсткая, плотно прилегает к коже, длина волос от 1,5 до 3 см. Стандартные окрасы чёрный, тигровый, рыжий разных оттенков, белый, а также двухцветные сочетания белого с чёрным, рыжим или тигровым.

## Темперамент
Отличные обоняние, зрение, слух и чувство направления — отличительные признаки тайваньской собаки. Формозы абсолютно бесстрашны, очень преданны хозяину, активны. Крайне недоверчивы к незнакомцам. Для жизни в семье и игр с детьми формозы плохо пригодны: их близость к полудиким предкам требует от владельца постоянного внимания и недюжинной физической силы.

## Использование
Собаки хорошо приспособлены к охоте в условиях горных лесов, отлично лазают по скалам и могут высоко прыгать. В работе используют как обоняние, так и слух, могут вступать в схватку со зверем.
Помимо традиционной охоты, современных собак используют и для других служб. В армии формозы охраняют склады и территорию, проявляя лучшие рабочие качества, чем традиционные немецкие овчарки: войсковые кинологи считают, что у них лучше обоняние, слух и внимание, они быстрее поднимают тревогу и атакуют нарушителя. К тому же, тайваньские собаки лучше приспособлены к местным довольно суровым условиям. Формозы используются и как поисково-спасательные собаки. Тайваньские собаки отлично подходят для занятия всеми видами кинологического спорта.